# NGC 803
NGC 803 este o galaxie spirală situată în constelația Berbecul. A fost descoperită în 15 octombrie 1784 de către William Herschel. Se află la o distanță de 21,68 de megaparseci de Pământ.